# 조 고든
조지프 로웰 고든(영어: Joseph Lowell Gordon, 1915년 2월 18일~1978년 4월 14일)은 미국의 프로 야구 선수이자 코치, 감독이다. 선수 시절 포지션은 2루수였으며, 1938년부터 1950년까지 메이저 리그 베이스볼(MLB)의 뉴욕 양키스와 클리블랜드 인디언스에서 뛰었다. 만화 캐릭터 플래시 고든에서 영향을 받아 "플래시"라는 별명으로 불렸다. 사후인 2009년에 미국 야구 명예의 전당에 헌액되었다.
1940년대 메이저 리그의 대표 2루수 중 한 명으로, 1942년에 아메리칸 리그(AL) MVP를 수상했다. 또한 통산 11시즌 중 아홉 차례 올스타에 선정되었다. 곡예에 가까운 수비를 보여주면서 아메리칸 리그에서 어시스트 부문 네 차례 1위, 병살 관여 세 차례 1위를 차지했다. 단일 시즌 20홈런을 기록한 최초의 AL 2루수였으며, 로빈슨 카노에 이어 2루수 부문 통산 최다 홈런 2위에 이름을 올리고 있다. 1948년 시즌 팀 내 홈런, 타점 부문 1위를 하며 소속팀 클리블랜드 인디언스의 월드 시리즈 우승을 이끌었다.